# Celama umbrata
Celama umbrata är en fjärilsart som beskrevs av Alfred Ernest Wileman 1916. Celama umbrata ingår i släktet Celama och familjen trågspinnare. Inga underarter finns listade i Catalogue of Life.